# Georg Wilhelm Palmstruch
Georg Wilhelm Palmstruch, född 1723, död 1782, var en svensk militär och industriman. 
Palmstruch var major vid Västerbottens regemente. År 1757 gick han ut i Pommerska kriget och satt 1758–1760 som gisslan hos preussarna för betalning av garnisonens skulder. Före kriget hade han 1754 påbörjat experiment för porslinstillverkning i Piteå och även tagit initiativ till grundandet av Robertsfors bruk. Efter sin hemkomst från fångenskapen fick han 1760 privilegium på en porslinsfabrik i Svensbyn som dock aldrig kom till stånd. Senare flyttade Palmstruch till Stockholm och drev då en degelfabrik på Djurgården. Bolaget gick emellertid i konkurs och degelfabriken överläts till brodern Urban Reinholm Palmstruck (1726–1795).
År 1757 beviljade regeringen Georg Wilhelm Palmstruch privilegium för uppodling inom ett 25 kvadratmil stort område, till stor del beläget i Alterälvens dalgång uppströms Pålmarksträsket samt vidare upp mot lappmarksgränsen. Områdets officiella namn var Piteå stora nybygge, men det kallades vanligen för Palmstruchska odlingsdistriktet. Regeringen bekräftade privilegiet genom ett frihetsbrev 1775. Palmstruch sålde emellertid snart sitt privilegium, som passerade mellan flera olika ägare innan det 1797 förvärvades av Samuel Gustaf Hermelin. Vid tidpunkten för Hermelins övertagande fanns följande frälsenybyggen inom distriktet: Altergård, Backträsk, Bredträsk, Bodträsk, Holmträsk, Storfors och Pålsträsk. Då Hermelin kort därefter anlade Selets bruk kom nybyggena att lyda under detta.
Georg Wilhelm Palmstruch var brorson till Georg Reinhold Palmstruch, dotterson till Urban Hiärne och farbror till Johan Wilhelm Palmstruch.